# Lenno
Lenno war eine Gemeinde mit 1873 Einwohnern (Stand 31. Dezember 2013) in der italienischen Provinz Como in der Region Lombardei und ist seit der Gemeindefusion von 2014 eine Fraktion der Gemeinde Tremezzina.

## Geographie
Lenno liegt am Lago di Como an der Strada statale 340 (Staatsstraße) zwischen Ossuccio und Mezzegra.

## Geschichte

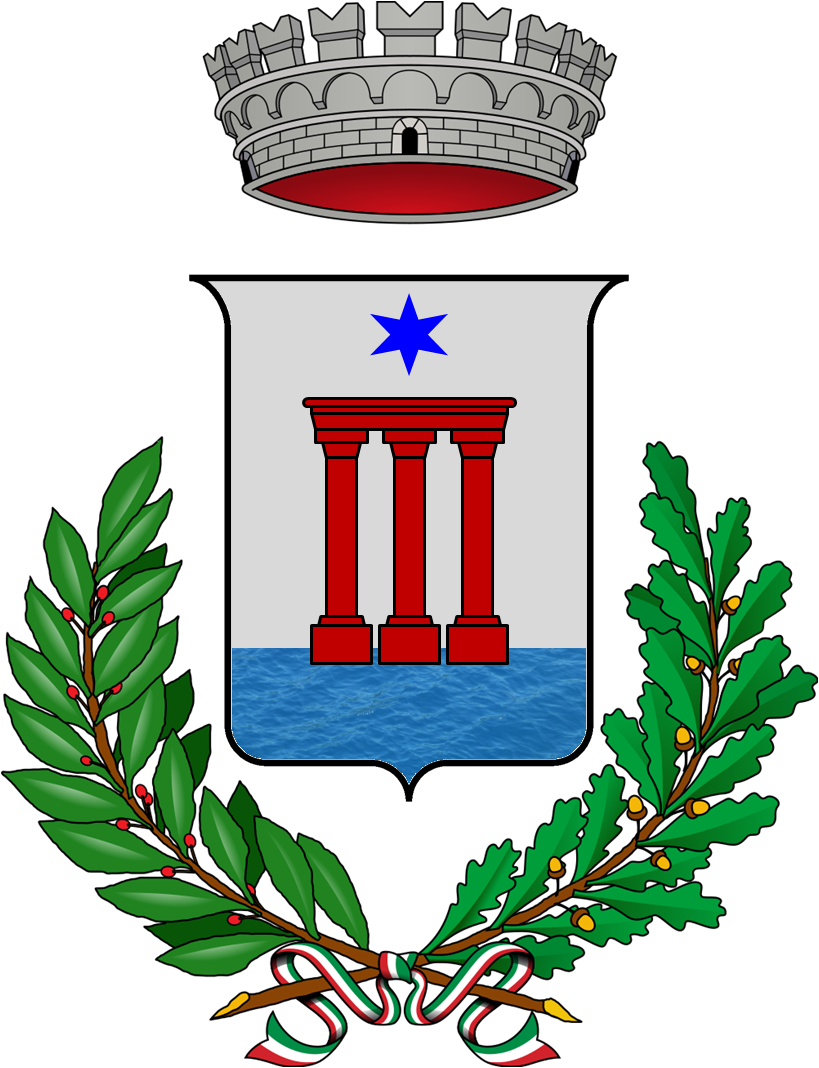
Wappen Lenno

Im 1. Jahrhundert n. Chr. befand sich auf der Landenge des Vorgebirges von Lavedo die von Plinius dem Jüngeren als „Commedia“ bezeichnete Villa, im Gegensatz zu der höher gelegenen Villa „Tragedia“.
Campo war Schauplatz der Schlacht während des zehnjährigen Krieges zwischen Como und Mailand (1118–1127), als es am Krieg gegen die mit Mailand verbündete Isola Comacina teilnahm. In Campo gibt es viele Erinnerungen an die Geschichte: In einem Teil der antiken Via Regina, die zu dem Straßenknoten gehört, der das römische Castrum bildete, befindet sich die Piazza Campidoglio, die uns daran erinnert, dass hier die römischen Legionen durchzogen und zur Zeit Julius Cäsars die griechischen Kolonisten von der Insel Lemnos, die Lenno seinen Namen gaben. Einige antike Gräber, die in der Nähe der Stiftskirche Santo Stefano gefunden wurden, gehen auf die Römerzeit zurück.
Die Straße, die von der Via Regina zum See führt, ist nach dem Hauptmann Mattia del Riccio benannt, der 1178 von der Republik der drei Gemeinden (Gravedona, Dongo und Sorico) beauftragt wurde, sich dem Transport der von Barbarossa aus Mailand geplünderten Schätze nach Deutschland zu widersetzen.
Seit dem 21. Januar 2014 ist Lenno eine autonome Gemeinde. Die Zusammenlegung mit den anderen Ortsteilen der heutigen Gemeinde hat jedoch uralte Wurzeln, so dass sie bereits in der napoleonischen und faschistischen Zeit erprobt wurde.

## Gemeindefusion

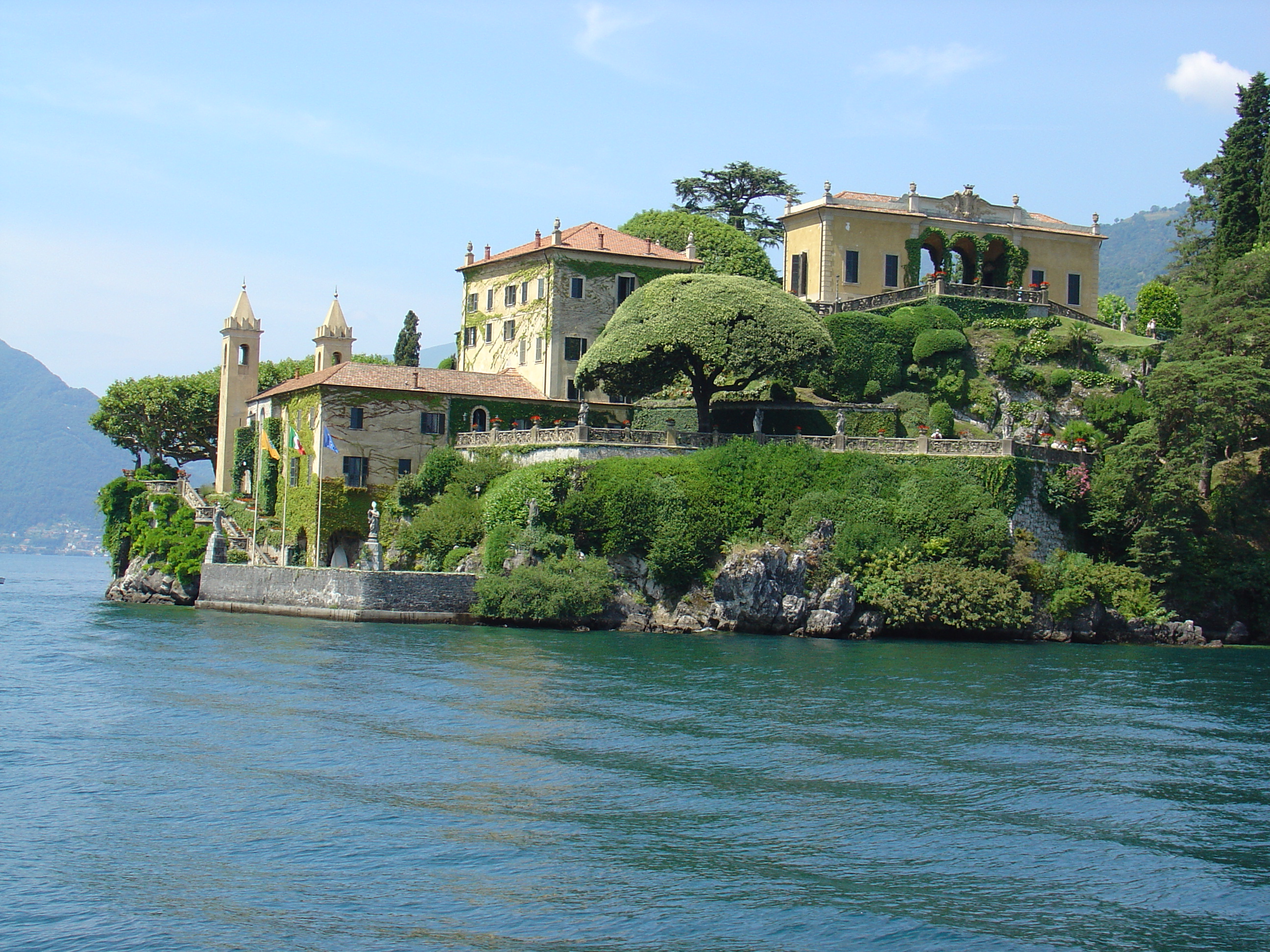
Villa Balbianello

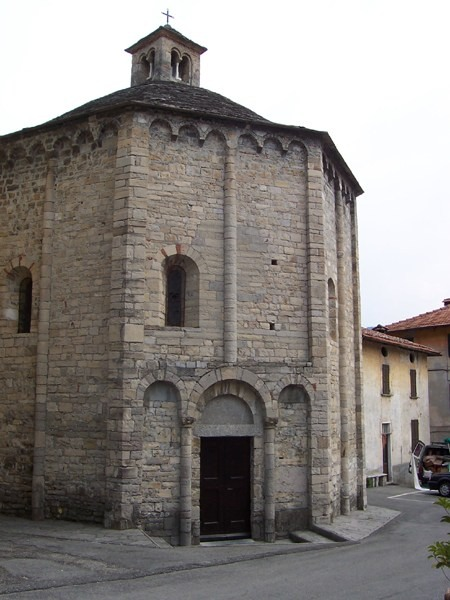
Baptisterium

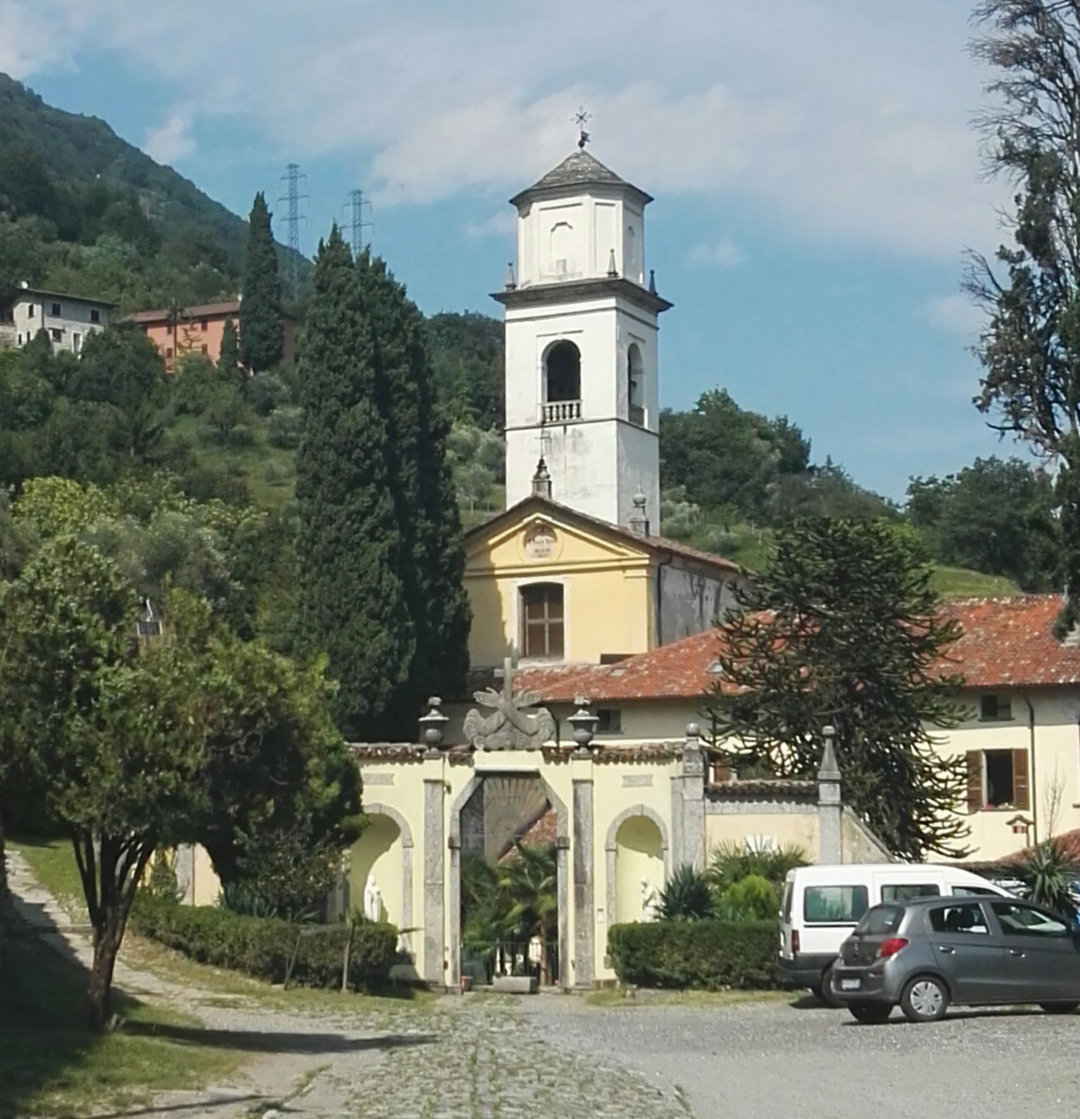
Abbazia Acquafredda

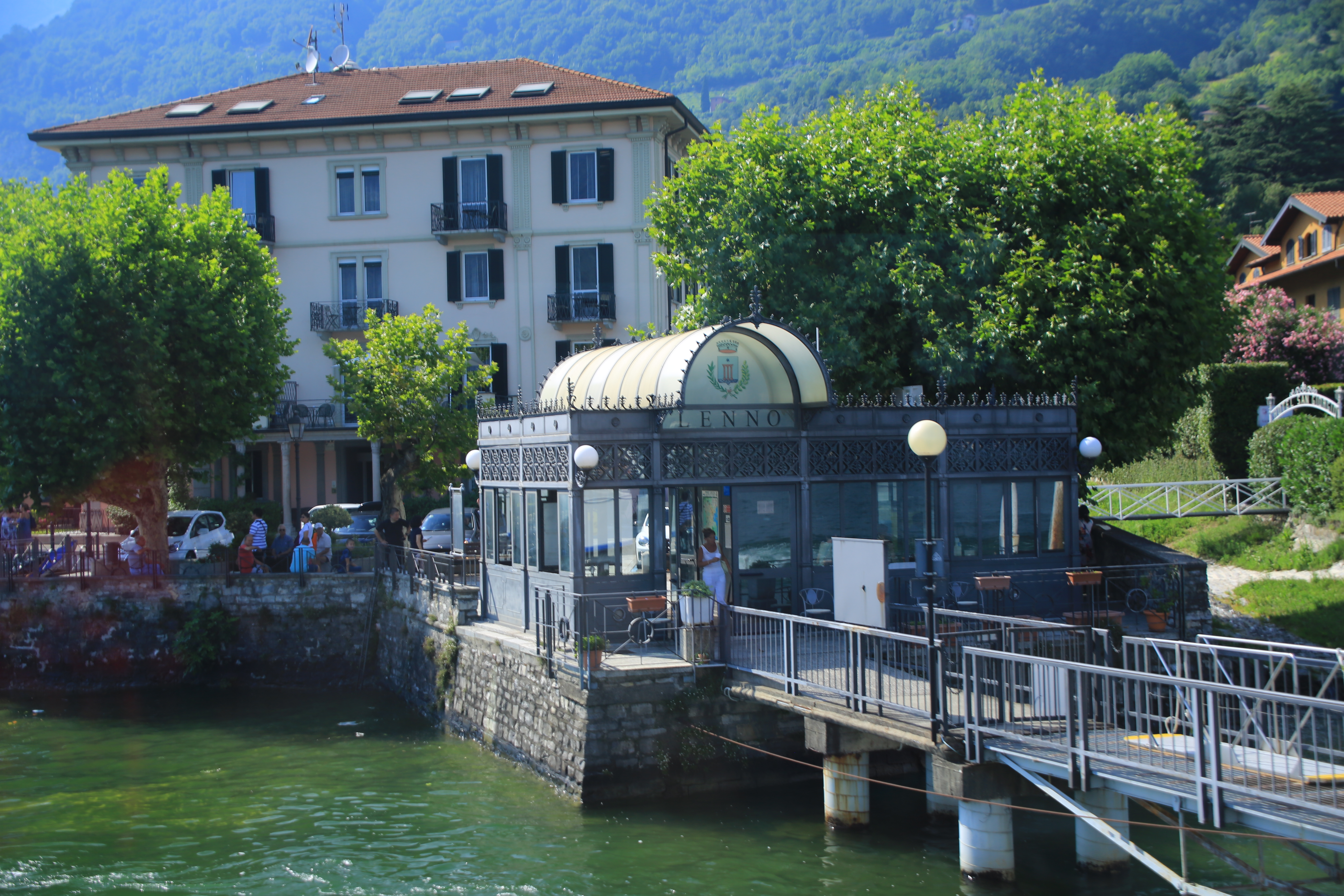
Fähranleger in Lenno

Von 1928 bis 1947 gehörte Lenno gemeinsam mit Mezzegra und Tremezzo der Gemeinde Tremezzina an. In der Gemeinde lebten 4242 Einwohner (Stand: 1936). 1947 wurde sie aufgelöst, und die drei Gründungsgemeinden erhielten ihre Eigenständigkeit zurück.
Lenno gehört jetzt zur neuen Gemeinde Tremezzina, die am 4. Februar 2014 durch den Zusammenschluss der Gemeinden Lenno, Mezzegra, Tremezzo und Ossuccio gebildet wurde. In den vier Gemeinden hat am 1. Dezember 2013 ein beratendes Referendum stattgefunden, bei dem 63 % der Wähler eine positive Stellungnahme zu dem Entwurf abgegeben haben.

## Bevölkerung
| Jahr      | 1861 | 1871 | 1881 | 1901 | 1911 | 1931 | 1951 | 1971 | 1991 | 2001 | 2011 |
| Einwohner | 1294 | 1102 | 1403 | 1461 | 1723 | 1601 | 1425 | 1508 | 1611 | 1786 | 1833 |

## Sehenswürdigkeiten
- Hauptsehenswürdigkeit ist die Villa del Balbianello[2]
- Stiftskirche Santo Stefano[3]
- Romanisches Baptisterium[4]
- Romanische Kirche Sant’Andrea[5]
- Villa Aureggi[6]
- Kirche Santissima Trinità[7]
- Abtei dell’Acquafredda

## Persönlichkeiten
- Don Umberto Marmori (* 1885 in Ponna; † 18. Januar 1945 in Cernobbio), Priester, Patriot, Antifaschist
- Francesco Colombo (* 1898; † 28. April 1945 in Lenno), Oberbefehlshaber der Legione Autonoma Mobile Ettore Muti
- Oscar Cantoni (* 1950 in Lenno), Bischof von Como
- Corrado Lamberti (* 6. Mai 1947 in Lenno), Astrophysiker und Wissenschaftsjournalist